# ريكس راي
ريكس راي (بالإنجليزية: Rex Ray)‏ هو رسام أمريكي، ولد في 11 سبتمبر 1956، وتوفي في 9 فبراير 2015 في سان فرانسيسكو في الولايات المتحدة.

## وصلات خارجية
- ريكس راي على موقع ميوزك برينز (الإنجليزية)
- ريكس راي على موقع أول ميوزيك (الإنجليزية)
- ريكس راي على موقع ديسكوغز (الإنجليزية)